# Larinia strandi
Larinia strandi là một loài nhện trong họ Araneidae.
Loài này thuộc chi Larinia. Larinia strandi được Lodovico di Caporiacco miêu tả năm 1941.